# 罗索·菲奥伦蒂诺

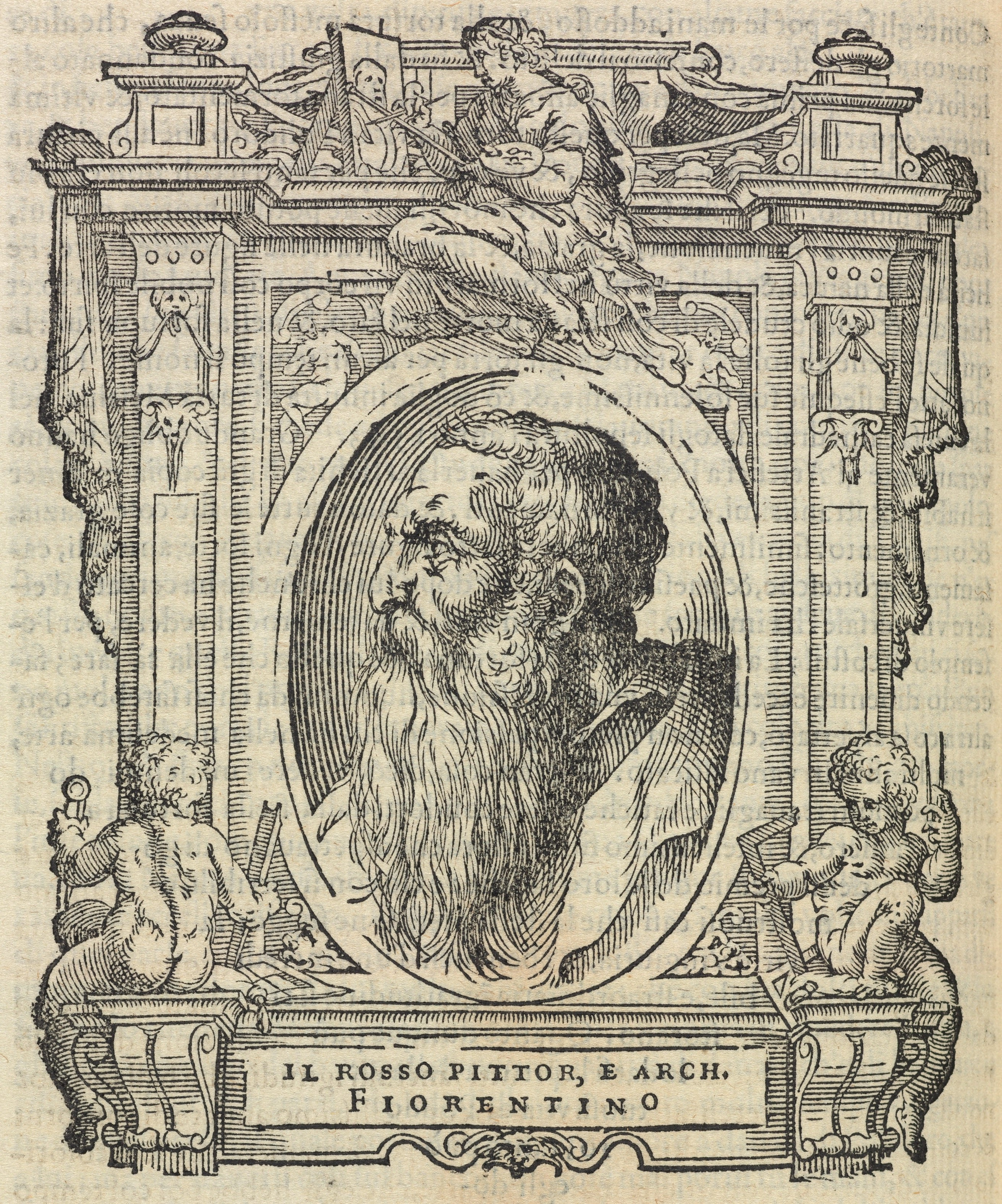
罗索·菲奥伦蒂诺，乔尔乔·瓦萨里

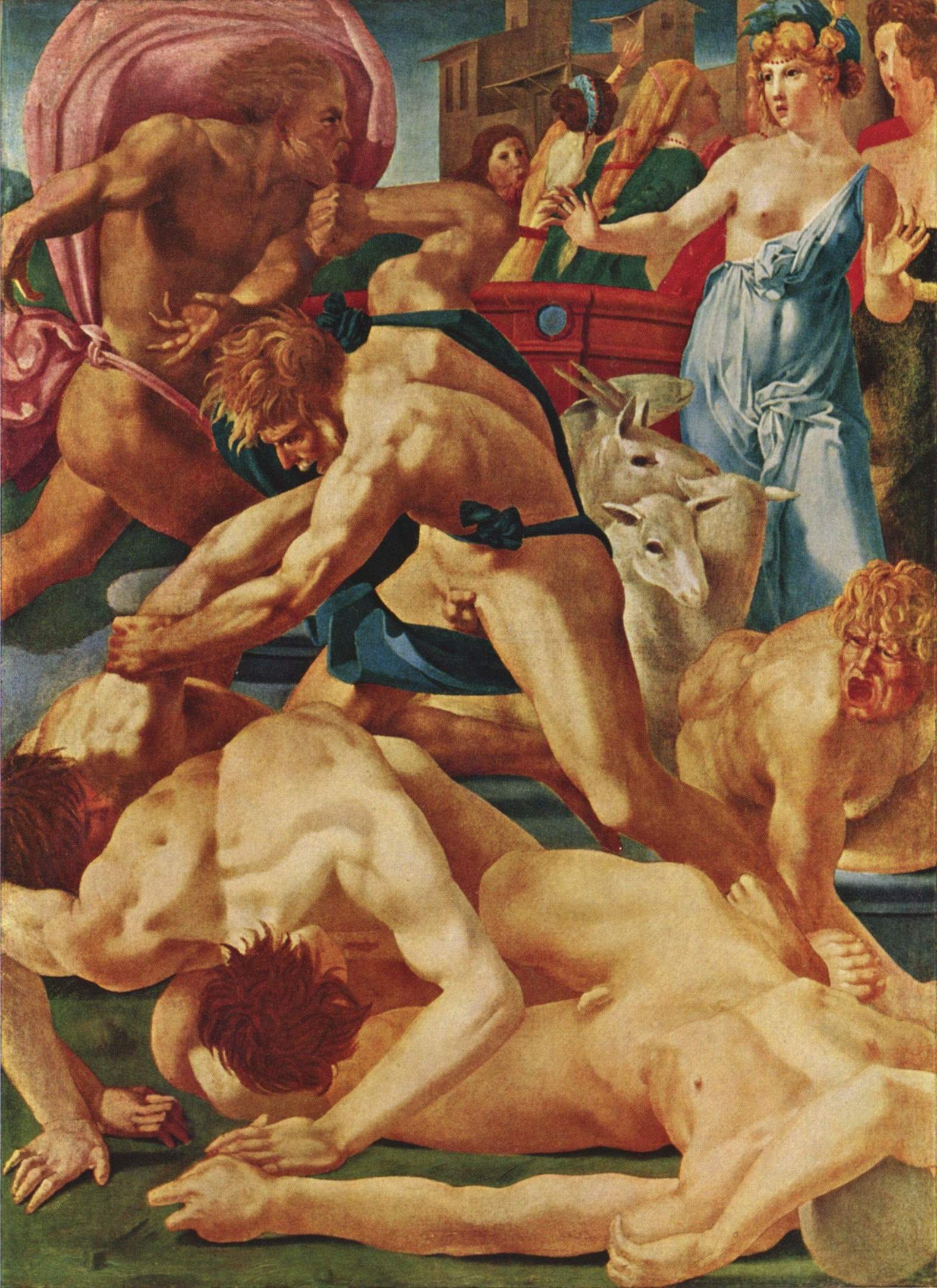
罗索·菲奥伦蒂诺：《摩西保护叶忒罗的女儿》 (1523)，佛罗伦萨乌菲兹美术馆

罗索·菲奥伦蒂诺（Rosso Fiorentino，在意大利语中意为“红色佛罗伦萨人”），（1495 年 3 月 8 日-1540 年11 月 14 日）是一位意大利风格主义画家，创作油画和湿壁画，属于佛罗伦萨画派。